# 屯門駅
屯門駅（とんもんえき、テュンムンえき）は、香港新界屯門区杯渡路と屯門河との交点にある香港鉄路 (港鉄 MTR)の駅である。軽鉄の駅番号は290。

## 利用可能な路線
- 香港鉄路 (MTR)
  - ■屯馬線
  - ■軽鉄
    - 系統■505・■507・■751

## 駅構造

### 屯馬線
島式ホーム1面2線をもつ高架駅。
南口は軽鉄のホームにつながり、北口は軽鉄の河田駅のホームにつながる。

#### 駅階層
| P ホーム | ➋番線                                | ■屯馬線烏渓沙方面→                  |
| P ホーム | 島式ホーム、左側または右側の扉が開く |                                     |
| P ホーム | ➊番線                                | ■屯馬線烏渓沙方面→                  |
| C 改札階 | ■軽鉄河田駅                          | F出口、タクシー乗り場、自動車乗り場 |
| C 改札階 | 改札階                               | 出口、受付センター、トイレ          |
| C 改札階 | 改札階                               | 商店、自動販売機、自動櫃員機        |
| C 改札階 | 改札階                               | 「e分鐘著數」機                     |
| C 改札階 | 軽鉄屯門駅                           | B出口、■軽鉄屯門駅、商店            |
| G 地面   | 軽鉄河田駅                           | ■軽鉄河田駅、バスターミナル         |
| G 地面   | 軽鉄屯門駅                           | 通路                                |

### 軽鉄
相対式ホーム2面2線を持つ高架駅。北口は屯馬線の改札階につながる。

#### 駅階層
| C 月台 | 出口         | 軽鉄ホーム出口                 |
| C 月台 | ❶番線        | ■系統505 兆康方面              |
| C 月台 | ❶番線        | ■系統507 田景方面              |
| C 月台 | ❶番線        | ■系統751 天逸方面              |
| C 月台 | ❷番線        | ■系統505 三聖総站方面          |
| C 月台 | ❷番線        | ■系統507 屯門碼頭総站方面      |
| C 月台 | ❷番線        | ■系統751 友愛方面              |
| C 月台 | 屯馬線屯門駅 | ■屯馬線屯門駅改札階            |
| G 地面 | 通路         | 軽鉄ホーム間通路・屯馬線改札階 |
| G 地面 | 出口         | 杯渡路                         |

## 駅周辺
- DON DON DONKI TMT Plaza店（2021年7月20日オープン[1]）
- 屯門公園
- 屯門市広場（イオン屯門店など）
- 屯門警察署
- 悦品度假酒店・屯門
- 屯門貝爾特酒店
- V City

## 歴史
- 1988年（昭和63年）9月18日 - 九広軽鉄（今の軽鉄）の第一期開業、新発駅の地上駅開業。
- 2000年（平成12年）- 九広西鉄（今の屯馬線）は工事を始めて、新発駅の高架は工事の初めが溶ける
- 2001年（平成13年）11月頃 - 九広西鉄（今の屯馬線）の屯門駅は正式に完成する。
- 2003年（平成15年）8月1日 - 九広軽鉄（今の軽鉄）の新発駅の高架駅は開業、屯門駅に改名する。
- 2003年（平成15年）12月20日 - 九広西鉄（今の屯馬線）開業、屯門駅は正式に開業する。

## 隣の駅
香港鉄路
■屯馬線
第16区駅 - 屯門駅 - 兆康駅
■軽鉄
■系統505
市中心駅 (280) - 屯門駅(290) - 建安駅 (060)
■系統507
市中心駅 (280) - 屯門駅(290) - 河田駅 (070)
■系統751
市中心駅 (280) - 屯門駅(290) - 河田駅 (070)